# De drakendoder
De drakendoder is het zevenentwintigste verhaal uit de reeks Dag en Heidi.  Het was het eerste nieuwe Dag en Heidi-verhaal dat sinds de stopzetting van de reeks bij de Standaard Uitgeverij  is verschenen. Dit verhaal alsook de daaropvolgende 3 Dag en Heidi-verhalen verschenen voorlopig enkel in Familiestripboeken van Suske en Wiske en van Kiekeboe. Verhalen gebundeld in albumvorm zijn illegale uitgiften die uit de betreffende familiestripboeken werden gescheurd. De drakendoder verscheen in het eerste Familiestripboek van Kiekeboe in 1990.

## Personages
- Dag
- Heidi
- Gunna
- Spitsneus
- Havel
- Lina
- Menkl
- Andrach
- Elrik

## Verhaal
Dag en Heidi gaan inkopen bij de plaatselijke kruidenier. Ze hebben gezien dat de vorige klant, het oude vrouwtje Gunna, haar pakje boter heeft laten liggen. De kinderen nemen het pakje mee en brengen het naar het huisje van de vrouw. Gunna geeft de kinderen wat te eten. De aandacht van de kinderen gaat naar de beeldjes van sprookjesfiguren die Gunna zelf heeft geboetseerd. Gunna begint te vertellen over deze figuren. Als Gunna een toverspreuk brabbelt, vallen de kinderen in slaap.
Dag en Heidi ontwaken in de sprookjeswereld van Gunna. Ze worden door de gevleugelde eenhoorn Spitsneus naar het dorp van de dwergen gebracht. Ze ontmoeten er Havel en diens vrouw Lina die hen te eten geven. Daarna neemt Havel de kinderen mee naar de mijn waar de dwergen zilver ontginnen. Ze maken er kennis met de ploegbaas Menkl. Ze krijgen echter bezoek van Andrach, een reusachtige vliegende draak. De draak eist een groot deel van het gewonnen zilver dat hij daarna verorbert. Daarna vliegt de draak weer naar zijn verblijfplaats in een grot. 
Menkl wil graag van Andrach af omdat hun broodwinning op die manier steeds weer verloren gaat. Een mogelijke oplossing biedt zich aan wanneer de elf Elrik, een drakenjager, het dorp van de dwergen komt bezoeken. Ze bedenken een plan om de draak aan te paken. De volgende dag trekt Elrik samen met Havel, Dag en Heidi naar de verblijfplaats van Andrach. Twee dagreizen later bereikt het gezelschap de grot.
Elrik besluit er alleen op af te gaan in de veronderstelling dat de draak nog steeds aan zijn middagdutje bezig is. Als het echter lang duurt gaan Dag, Heidi en Havel via een andere ingang naar binnen. Daar vinden ze de draak slapend op een grote hoop van zilver en edelstenen. Elrik is door de draak versteend. Andrach doet echter maar alsof hij slaapt. Heidi probeert eerst vleierij bij de draak, maat blijkt uiteindelijk de verkeerde aanpak. Dag kan Andrach echter overtuigen dat hij geen macht heeft over mensenkinderen die uit een andere wereld komen. Andrach verbreekt de betovering zodat Elrik weer normaal wordt. Heidi komt ook met een oplossing en stelt een samenwerking voor tussen Andrach en de dwergen, waar beide partijen beter van worden. Andrach wil graag meewerken bij het ontginnen van de mijn. Bij deze goede afloop worden de kinderen door Gunna weer naar hun eigen wereld gehaald.